# Knín
Knín (také Kmín) je malá vesnice, část obce Temelín v okrese České Budějovice v Jihočeském kraji. Nachází se asi pět kilometrů jihovýchodně od Temelína. Knín je také název katastrálního území o rozloze 6,1 km².

## Historie
Archeologické nálezy dokládají osídlení již ve starší době železné (doba halštatská) a v době laténské. První písemná zmínka o vesnici pochází z roku 1367, kdy je uváděn Přibík z Knína. V roce 1558 byla část statku prodána Janu Býšovci z Býšova. Později ves připadla pod hlubocké panství. V roce 1880 zde žilo 217 obyvatel. V roce 1921 zde stálo 25 domů a žilo 190 obyvatel.

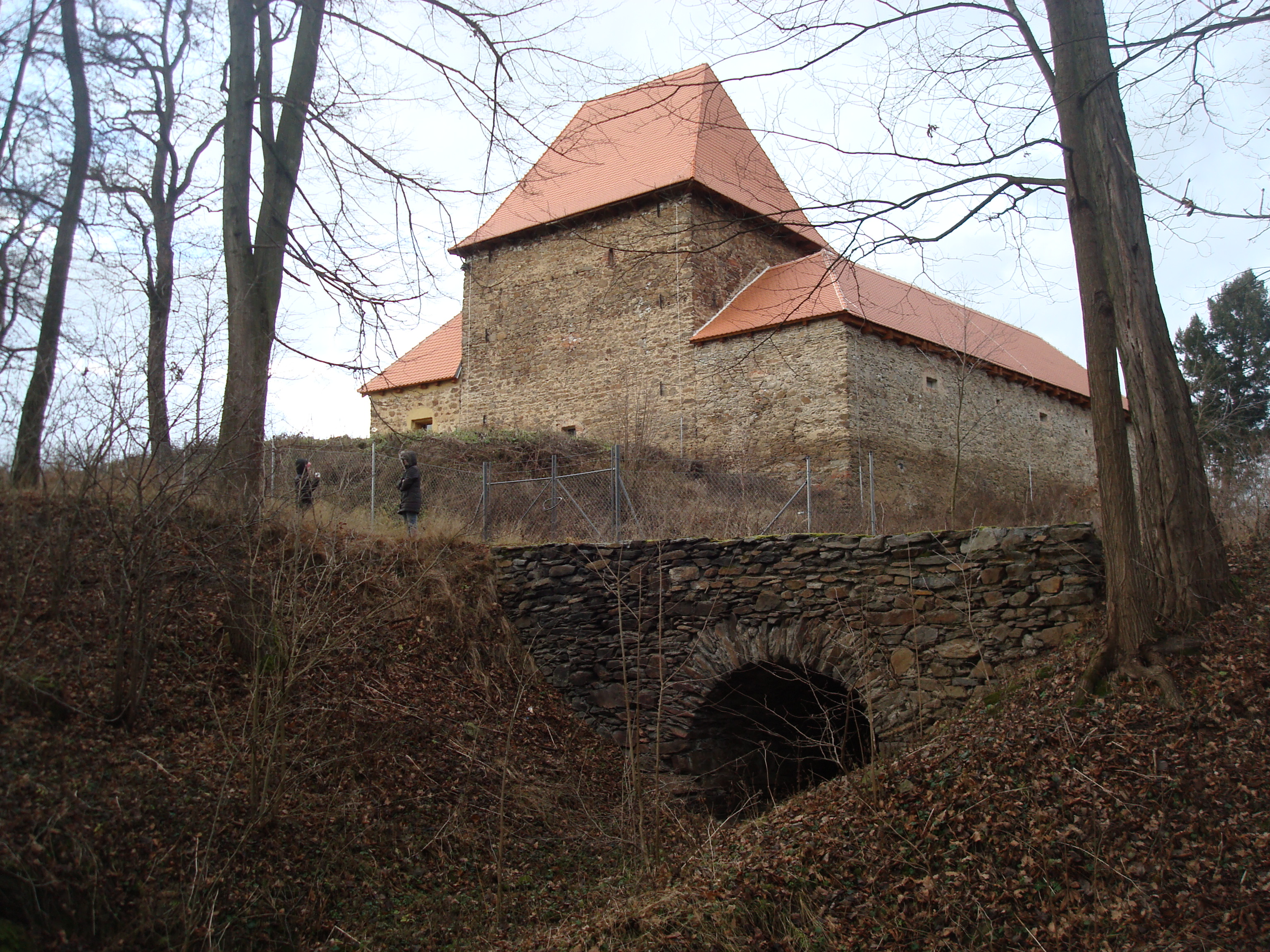
Tvrz Býšov

V souvislosti s výstavbou Jaderné elektrárny Temelín byla ves vylidněna a v devadesátých letech 20. století zbourána mimo návesní kaple svatého Václava a Býšova vzdáleného jeden kilometr od vlastní vesnice.

## Obyvatelstvo
| Rok            | 1869 | 1880 | 1890 | 1900 | 1910 | 1921 | 1930 | 1950 | 1961 | 1970 | 1980 | 1991 | 2001 | 2011 | 2021 |
| -------------- | ---- | ---- | ---- | ---- | ---- | ---- | ---- | ---- | ---- | ---- | ---- | ---- | ---- | ---- | ---- |
| Počet obyvatel | 213  | 217  | 176  | 183  | 176  | 190  | 149  | 113  | 122  | 115  | 94   | 33   | 9    | 3    | 4    |
| Počet domů     | 25   | 25   | 25   | 25   | 25   | 25   | 26   | 24   | 24   | 24   | 22   | 10   | 3    | 3    | 3    |

## Obecní správa
V letech 1850–1881 byl Knín osadou obce Litoradlice, v letech 1881–1943 byl samostatnou obcí v okrese Týn nad Vltavou. V letech 1943–1945 byl osadou obce Kočín, ale v letech 1945–1960 byl uváděn znovu jako obec, se kterým patřilo nejprve do okresu Týn nad Vltavou, ale od roku 1960 v okrese České Budějovice. Od 12. června 1960 do 14. června 1964 byl znovu osadou obce Kočín v okrese České Budějovice. Od 14. června 1964 do 30. června 1985 byl částí obce Březí u Týna nad Vltavou v okrese České Budějovice. Od 1. července 1985 je částí obce Temelín v okrese České Budějovice.

## Pamětihodnosti
- Tvrz Býšov
- Dva mohylníky
- neogotická návesní kaple svatého Václava
- neogotický litinový kříž